# Oinoús Potamós
Oinoús Potamós är ett vattendrag i Grekland.   Det ligger i prefekturen Lakonien och regionen Peloponnesos, i den södra delen av landet, 150 km sydväst om huvudstaden Aten.